# Carlos II de Navarra

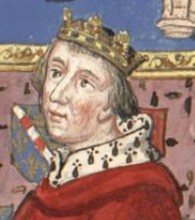
Pormenor de uma representação de Carlos II de Navarra

Carlos II (Évreux, 10 de outubro de 1332 - Pamplona, 1 de janeiro de 1387), chamado o Mau, foi rei de Navarra e conde de Évreux. Era filho de Joana II, rainha soberana de Navarra, e de Filipe III.
Assim como o Reino de Navarra nos Pirenéus, Carlos tinha terras extensas na Normandia herdadas de seu pai e de sua mãe, que as recebera em compensação por renunciar à sua reivindicação ao trono francês, de Champagne e de Brie em 1328. No norte da França, Carlos possuía Évreux, Mortain, partes de Vexin e uma porção de Cotentin.
Esperou por muito tempo a restauração de seus direitos à Coroa da França (como o filho da filha de Luís X).
Carlos esteve envolvido no assassinato do condestável da França, Carlos de la Cerda. Em resposta, o rei João II de França atacou Évreux e Navarra, mas depois que Carlos se aliou a Eduardo, o Príncipe Negro, o Tratado de Mantes restaurou a paz, e Carlos ganhou mais terras. O acordo teve que ser renovado com o Tratado de Valognes no ano seguinte e este também não durou.
Em 1356, João capturou e aprisionou Carlos, mas este foi libertado após a Batalha de Poitiers, em setembro daquele ano, na qual o rei João foi capturado pelos ingleses.
Dois anos depois, Carlos esteve envolvido na repressão da Jacquerie, esmagando os revoltosos na Batalha de Mello.
Com a morte prematura de seu primo-segundo, o duque Filipe I, Duque da Borgonha, Carlos reivindicou o ducado por primogenitura. Ele era neto de Margarida da Borgonha, filha mais velha do duque Roberto II. Contudo, o ducado foi tomado por João II, filho de Joana da Borgonha, a segunda filha de Roberto II, que o reivindicou por proximidade sangüínea.
Em 1364, ele foi derrotado por Bertrand du Guesclin e perdeu suas terras normandas.

## Casamento e descendência
Carlos casou aos vinte e um anos de idade com Joana de Valois, filha de João II da França. O casamento aconteceu em Vivier-en-Brie, em 3 de novembro de 1352. A noiva então contava com apenas dez anos de idade. Eles tiveram nove filhos, dos quais apenas dois produziram progênie.
- Maria (c.1360-depois de 1420), casada com Afonso de Aragão, duque de Grandía;
- Carlos, o Nobre (1361-1425), seu herdeiro;
- Bona (1364-c.1389);
- Pedro, conde de Mortain (1366-1412);
- Joana (1370-1437), casada primeiro com João V da Bretanha e depois com Henrique IV da Inglaterra;
- Branca (1372-1385).